# Municipio de Roseville (Dakota del Norte)
El municipio de Roseville (en inglés: Roseville Township) es un municipio ubicado en el condado de Traill en el estado estadounidense de Dakota del Norte. En el año 2010 tenía una población de 109 habitantes y una densidad poblacional de 1,18 personas por km².

## Geografía
El municipio de Roseville se encuentra ubicado en las coordenadas 47°27′16″N 97°24′37″O / 47.45444, -97.41028. Según la Oficina del Censo de los Estados Unidos, el municipio tiene una superficie total de 92.08 km², de la cual 92,08 km² corresponden a tierra firme y (0 %) 0 km² es agua.

## Demografía
Según el censo de 2010, había 109 personas residiendo en el municipio de Roseville. La densidad de población era de 1,18 hab./km². De los 109 habitantes, el municipio de Roseville estaba compuesto por el 95,41 % blancos, el 3,67 % eran de otras razas y el 0,92 % eran de una mezcla de razas. Del total de la población el 3,67 % eran hispanos o latinos de cualquier raza.